# Herb Śmigla
Herb Śmigla – jeden z symboli miasta Śmigiel i gminy Śmigiel w postaci herbu.

## Wygląd i symbolika
Herb przedstawia na czerwonej tarczy wieżę na wzgórzu z dwoma dębami po bokach. Wieża jest srebrna, posiada zamkniętą złotą bramę i niebieskie otwory okienne. Dach wieży jest niebieski i zakończony jest złotą żerdzią z takąż gałką. Umieszczony jest na czterech blankach. Dęby są zielone i posiadają złote żołędzie. Wzgórze, na którym stoi wieża jest zielone.
Wzgórze jest symbolem kraju-ojczyzny.

## Historia
Wizerunek herbowy pochodzi z XVI wieku.
Herb został zatwierdzony przez Zarządzenie Ministra Spraw Wewnętrznych z dnia 26 czerwca 1936 w sprawie zatwierdzenia herbu miasta Śmigla. Ponownie ustalony w Statucie Gminy z 27 lutego 2003.